# Neformální vzdělávání

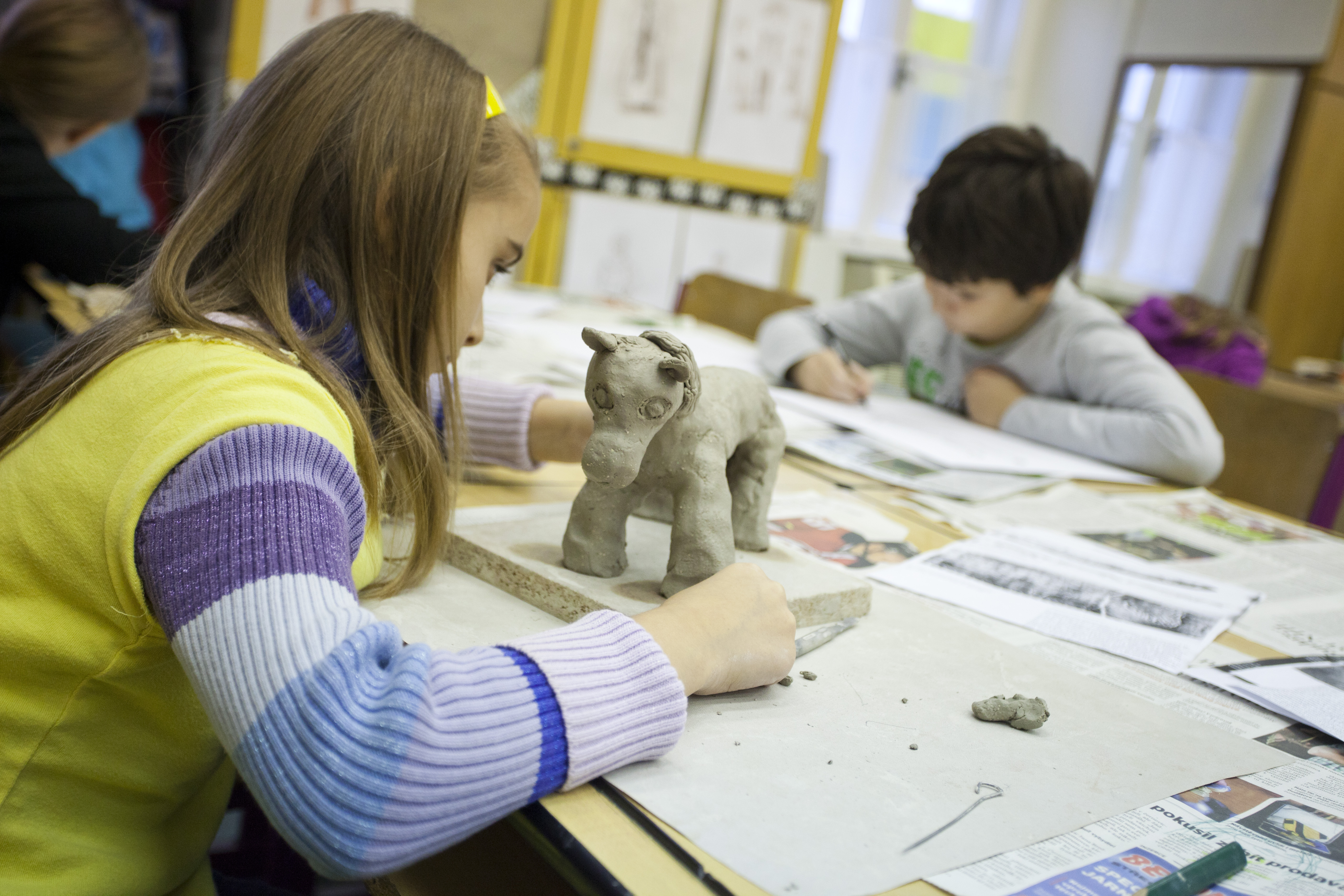
výuka v ZUŠ

Neformální vzdělávání je vzdělávání, které probíhá mimo formální (školský) vzdělávací systém. Cílem je rozvoj životních zkušeností, dovedností a postojů. Neformální vzdělávání poskytují instituce, které mohou mít různou podobu. Jedná se o soukromé firmy, nestátní neziskové organizace, nebo ho například nabízí i zaměstnavatel. Mezi tento typ vzdělávání patří volnočasové aktivity pro děti, mládež, ale i dospělé, kurzy cizích jazyků, kurzy nových technologií, nebo třeba program celoživotního vzdělávání na vysokých školách. Namísto dosažení určitého stupně vzdělání, jako je tomu u vzdělání formálního (základní, středoškolské, vysokoškolské atd.), je absolvování potvrzeno certifikáty rozdílného charakteru, jako je například jazykový certifikát. V širším pojetí neformálního vzdělávání je zahrnuto také zájmové vzdělávaní. Školská zařízení, která tento typ vzdělávání poskytují (např. střediska volného času, školní družiny či kluby), fungují na základě školského zákona, svojí činností se však blíží vzdělání neformálnímu, a proto tato zařízení řadíme do obou typů systémů – formálního (z hlediska typu instituce) i neformálního (vzhledem k metodám).

## Charakteristika neformálního vzdělávání
Neformální vzdělávání je procesem s jasnými pravidly a organizací. Skládá se z postupných, konkrétních kroků, které vedou ke splnění předem zadaných vzdělávacích cílů. Hlavním rysem neformálního vzdělávání je dobrovolnost. Motivací k účasti je tedy zájem o danou aktivitu, nejedná se o povinnou školní docházku. Tato forma vzdělávání by navíc měla být přístupná bez rozdílů všem. Vyžaduje se aktivní účast vzdělávaných osob, na které je celá výuka zaměřena. Využívá se jak individuálního přístupu, tak práce ve skupině, a tedy vzájemného propojování obou forem učení. Na rozdíl od formálního učení je hlavní myšlenkou a cílem učit se to, co člověk skutečně v životě potřebuje, jedná se tedy o osvojování dovedností pro život. Učení je založené na zkušenosti a reaguje na potřeby účastníků, tedy na to, co je osobně zajímá, nebo je jim blízké. Neformální vzdělávání klade důraz na celostní přístup, rozvíjí člověka po všech stránkách; celou osobnost, a to i jeho emoce a hodnoty.

## Instituce poskytující neformální vzdělávání

### Veřejné organizace
- Základní školy – např. školní družina
- Střední školy – např. školní klub
- Vysoké školy – např. Celoživotní vzdělávání Univerzity Karlovy
- Základní umělecké školy[5]

### Nestátní neziskové organizace
- Sdružení dětí a mládeže – jsou sdružovány pod ČRDM, patří sem např. DUHA – sdružení dětí a mládeže[6]
- Sdružení odborníků v oblasti neformálního vzdělávání v práci s mládeží – Asociace neformálního vzdělávání (ANEV)[7]

### Soukromé instituce
- Jazykové školy[8]
- Vzdělávací agentury a kluby – např. Gradua[9]

### Podniková vzdělávací zařízení
- Vzdělávaní poskytované přímo konkrétním podnikem (interně) – např. samotnými zaměstnanci, kteří jsou ale vyškoleni jako lektoři
- Vzdělávací agentury soustřeďující se na firemní vzdělávání (externě) – např. Altego[10]

## Neformální vzdělávání dospělých

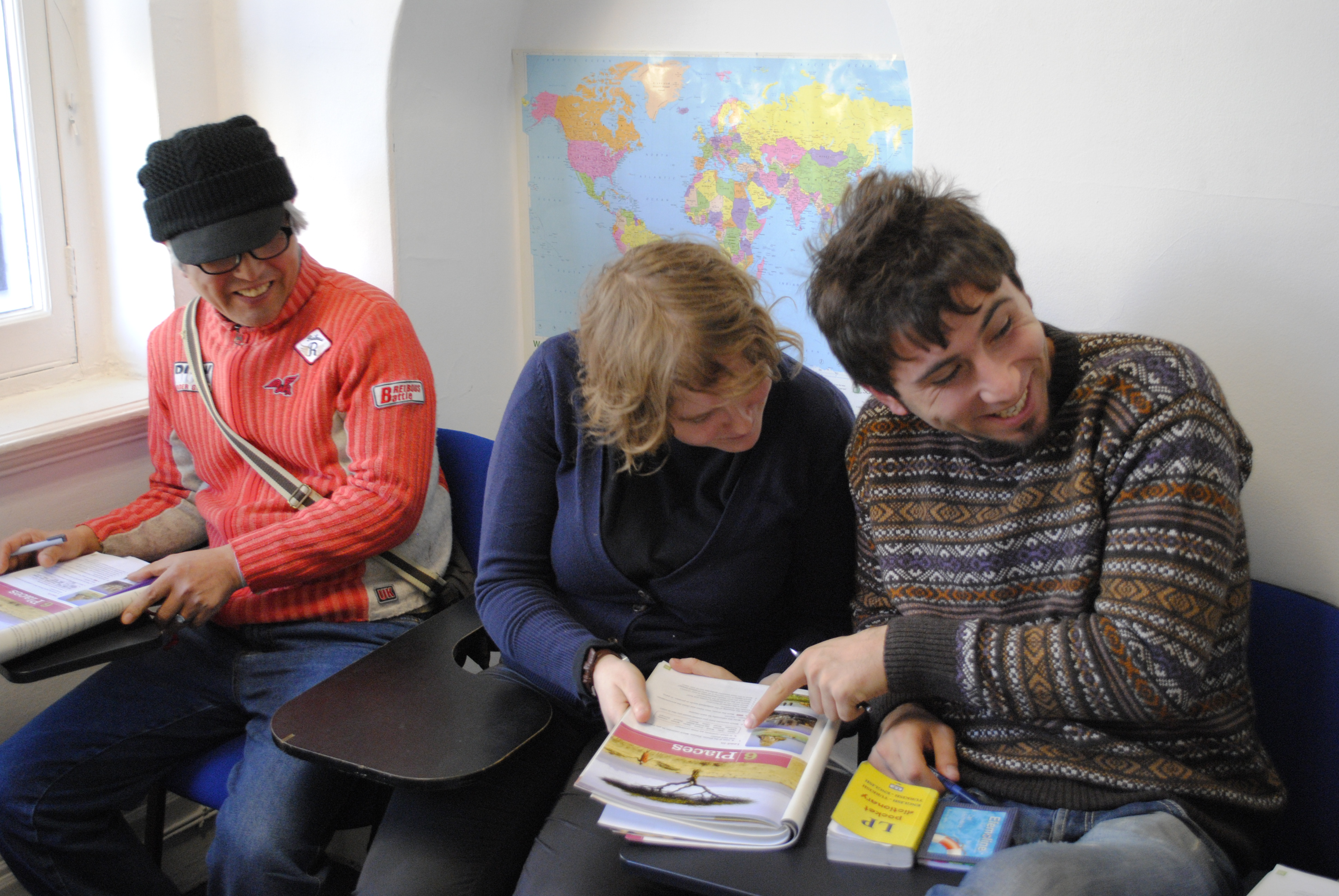

Vzhledem k pokroku doby, a rozvojem nových technologií, je neformální vzdělávání žádoucí i pro dospělé. Člověk se tak vyvíjí ve svém oboru a nestagnuje, co se týče nových přístupů či metod, reaguje tak na potřeby zaměstnavatele i společnosti. Má možnost rozšiřovat svoje původní vzdělání a odvádět tak ještě lepší a kvalitnější práci. Další vzdělávání dospělých je však podmíněno dostatečnou nabídkou vzdělávacích kurzů zaměstnavatelů, která souvisí se zodpovědností společnosti za vytváření rovných vzdělávacích příležitostí bez ohledu na věk, vzdělání, bydliště nebo socio-ekonomický status. Profese, které se dále vzdělávají nejméně, patří mezi kvalifikačně méně náročné. Nejvyšší dosažená kvalifikace, popřípadě stupeň nejvyššího vzdělání má také na motivaci k dalšímu neformálnímu studiu největší vliv. Do skupiny lidí, kteří se nejméně účastní organizovaných aktivit dalšího vzdělávání, dále patří lidé se základním vzděláním, lidé před důchodem, ženy na mateřské a rodičovské dovolené, osoby bez zaměstnání, nebo s nízkými příjmy.